# Plessis-Barbuise
Plessis-Barbuise è un comune francese di 156 abitanti situato nel dipartimento dell'Aube nella regione del Grand Est.

## Società

### Evoluzione demografica
Abitanti censiti